# ドニス・アヴディヤイ
ドニス・アヴディヤイ（Donis Xhemë Avdijaj、1996年8月25日 - ）は、ドイツ・ニーダーザクセン州オスナブリュック出身のプロサッカー選手。コソボ代表。ポジションは、フォワード。

## クラブ経歴
地元クラブのVfLオスナブリュックを経て2011年にシャルケ04に入団。U-17チームで53試合59得点という驚異的な活躍を披露しこの年のフリッツ・ヴァルター・メダルU-17部門で銅メダルを獲得した。U-19チームでは24試合で17得点を挙げトップチームに昇格。2014年9月17日開催のUEFAチャンピオンズリーグ 2014-15 グループリーグ・チェルシーFC戦で初のベンチ入り（出番は無し）。2015年1月13日、SKシュトゥルム・グラーツに18ヶ月間期限付き移籍することが発表された。2018年1月15日、ローダJCに半年の期限付き移籍で加入。
2018年8月16日、延長オプション付きの単年契約でヴィレムIIに完全移籍。
2019年7月8日、トラブゾンスポルに3年契約で加入。
2020年1月20日、ハート・オブ・ミドロシアンFCに6ヶ月の短期契約で移籍した。
ハーツ退団後、しばらくフリーとなっていたが、10月中旬からFCエメンにて練習参加しており、2020年11月12日、シーズン終了までの契約を結んだ。
2021年1月31日、AELリマソールに移籍した。
2021年8月29日、TSVハルトベルクに2年契約で移籍した。
2022年8月1日、FCチューリッヒに3年契約で移籍した。

## 代表歴
2014年10月11日、アヴディヤイはU-19ドイツ代表からの招集を拒否しアルバニア代表へ変更する意志があることを表明。
しかしアルバニア代表として国際Aマッチに出場することはなく、2016年にコソボ代表がFIFAへ加盟したことを受け代表を変更。2016年11月の国際Aマッチデーでコソボ代表に参加した。しかしながら国際サッカー連盟から承認が下りず、出場する事は出来なかった。2017年3月20日にアイスランド代表に挑むメンバーに招集され、24日に国際サッカー連盟からコソボ代表への変更が承認され、同日の試合でコソボ代表初出場を飾った。